# Holguín
Holguín – miasto na wschodniej Kubie, ośrodek administracyjny prowincji Holguín. Liczy około 289 tys. mieszkańców – czwarte co do wielkości miasto kraju.

## Miasta partnerskie
- Santa Fe, Stany Zjednoczone